# Ernst Andersson-Rickne
Ernst Abel Andersson-Rickne, född den 29 december 1920 i Råby-Rönö församling, Södermanlands län, död den 22 december 1998 i Almby församling, Örebro län, var en svensk friidrottare (långdistanslöpare).
Han tävlade för GUIF och IF Start och vann SM-guld i terräng 4 km år 1944 och 1945.
Ernst Andersson-Rickne är gravsatt i minneslunden på Almby kyrkogård i Örebro.